# 클루시노
클루시노 (러시아어: Клушино, IPA: [ˈkluʂɨnə])는 러시아 스몰렌스크주 (1937년 이전에는 서부주)에 있는 마을이다. 이 마을은 뱌지마와 모자이스크 사이의 옛 스몰렌스크 도로에 위치해 있으며, 그자츠크 (현재 가가린)에서 멀지 않은 곳에 있다. 1609년~1618년 폴란드-러시아 전쟁 중 대규모 전투가 벌어졌던 장소이기도 하다.
이 마을은 1934년에 태어난 인류 최초의 우주비행사 유리 가가린의 고향으로 가장 잘 알려져 있다. 가가린의 가족이 이사하면서 그의 아버지가 클루시노에 있던 가가린의 원래 집을 해체하여 그자츠크에 다시 지었다. 가가린의 집 복제품은 1971년에 클루시노에 지어졌고, 현재는 박물관으로 사용되고 있다.